# クラウドゲーム
クラウドゲーム（英: cloud gaming、クラウドゲーミング）とは、コンピュータゲームをストリーミング配信するサービス。クラウドコンピューティングという用語が普及する前はゲームオンデマンドと呼ばれていた。ゲームを含む一般のアプリケーションを同様な技術で稼働させる事をシンクライアントと呼ぶ。Google Stadiaなどがそれにあたる。

## 技術
利用者のコントローラーの操作・マイクからの音声といった情報はインターネット回線・ケーブルテレビ回線を通じて送信され、それに基づいた演算・処理・通信は全てサーバー（クラウド）上で行われ、演算結果は単なる動画・音声として利用者の元へストリーミング配信される。
クラウドゲームが普及すればユーザーは高価な専用ゲーム機の購入を必要とせず汎用のPCやスマートフォン、タブレット端末でも専用ゲーム機用ソフトに匹敵するプレイが可能となるため、ゲーム業界の未来の鍵を握る技術であるという様に期待されている。しかし問題点もあり、現在の光通信技術ではレイテンシ（反応の遅延）を完全に無くす事ができず、コントローラーの入力に対して大幅な画面の遅延が発生する可能性がある。サーバーが国外など物理的に離れた場所にある場合は、よりレイテンシが大きくなる。そのためコンマ1秒の反応が求められるアクションゲームなどは向いていない。またアクセスが殺到するとサーバーが高負荷状態になりゲームがしにくい状態になるなど問題も発生しやすい。ゲームは映画とは異なり操作のリアルタイム性が求められるという特性上、回線速度だけでなく、入力に対するレイテンシが極小に抑えられた高速回線の普及が鍵となる。
レイテンシ問題への対処としてはユーザーの次の操作をアルゴリズムを用いて事前予測し、先回りして演算を行うといった方法が考えられている。

## ビジネスモデル
動画配信のNetflix、音楽配信のSpotifyに代表される定額制ストリーミングサービス導入にあたっては、ビジネスとしての採算性確保が問題となる。
ゲーム業界では巨額の開発予算を投じた「AAA」と呼ばれる大型タイトルがソフトハウス各社の看板となっているが、このような作品を各社でレベニューシェアを行う定額制サービスに提供すると、開発費に見合った売上を得る事が難しいのが実情で、これらのタイトルは提供されないか発売日から一定期間経過後に提供される事が多い。この結果、新作が発売当日から提供されるのは開発予算が中小規模のタイトルや、プラットフォーマー傘下のファーストパーティーの作品が主力となり、消費者の求めるラインナップにいかに近づけていけるかが課題となる。
広告を出して収益を得ているサイトも存在するが、結局の所世界人口の約40%が広告ブロッカーを使用しているのが現状であり、検知機能を導入し広告ブロッカーを弾くようにしても多くのユーザーがそのままページを離れていってしまうことから現実的ではない。
マイクロソフトは今後のXboxの姿としてNetflixのようなサービスが必要と考えており2017年より定額制サービスのXbox Game Passを開始している。

## 歴史
- 世界初の家庭用ゲーム機オデッセイの制作者の一人、ラルフ・ベアが、ケーブルテレビから送られてくる映像をゲームの背景にする事を思い付くが、実現には至らず[10]。
- 1997年10月1日、PlayStation をオンデマンド化したサービスが旅館向けに開始される。
- 2004年8月、G-Clusterを使ったゲームオンデマンド・サービスが日本で開始される。
- 2006年9月22日、ソニー・コンピュータエンタテインメントの久夛良木健社長が PlayStation 4 はゲームオンデマンドになるだろうと発言（ソニー子会社、So-net は G-Cluster と提携したを使ったゲームオンデマンドサービスを2005年6月1日より開始した）。
- 2009年3月24日、QuickTime の開発や、家庭用テレビ受像機用インターネットサービス WebTV の創始者として知られるスティーブ・パールマンが、独自のビデオ圧縮技術を使ってクラウドコンピューティングで提供されるゲームオンデマンドサービス OnLive を発表[11][12]。カードサイズの小型ゲーム機 MicroConsole をテレビにつなぎ、ブロードバンド接続でゲームをプレイする仕組み。ブラウザプラグイン経由で、低価格帯の Windows パソコンや Macintosh からも同サービスのゲームが楽しめる。
- 2011年9月、NTTドコモがユビタス社（英: Ubitus）の技術による G CLOUD を発表[13]。
- 2012年5月、NVIDIA が NVIDIA GeForce GRID を発表[14]。
- 2012年7月、ソニー・コンピュータエンタテインメントが Gaikai を買収[15]。
- 2012年8月、スクウェア・エニックスがHapti.co開発、Googleが協力したブラウザ向けクラウドゲーミングサービスCore Onlineを開始[16]。
- 2013年3月、アドバンスト・マイクロ・デバイセズが Radeon Sky を発表[17]。
- 2013年4月、ユビタス社が GameNow を発表[18]。
- 2013年6月、NTTぷららがGクラスタ技術によるひかりTVゲームを開始[19]。
- 2013年6月、ブロードメディアがGクラスタ技術による G-cluster を発売[20]。
- 2013年6月、ユビタス社の技術がスマートテレビに搭載される[21]。
- 2013年9月、ユビタス社の技術によるクラウド版『ドラゴンクエストX 目覚めし五つの種族 オンライン』が提供される[22]。
- 2013年10月、Gクラスタ技術がスマートテレビに搭載される[23]。
- 2013年11月、Amazon.com が Amazon AppStream を発表[24][25]。
- 2014年1月、ソニー・コンピュータエンタテインメントが PlayStation Now を発表[26]。
- 2014年5月、コナミデジタルエンタテインメントがユビタス社の技術によるe-AMUSEMENT CLOUD を発表[27]。
- 2014年9月、スクウェア・エニックスがGクラスタ技術による「DIVE IN」を発表[28]。
- 2014年9月、スクウェア・エニックス・ホールディングスがクラウドゲーム会社「シンラテクノロジー」設立を発表[29]。Project FLAREの事業化である。
- 2020年4月、Black Inc. が OOParts をサービス開始。[30]
- 2021年10月、MicrosoftのクラウドゲーミングサービスXbox Cloud Gaming（Beta）が日本でサービス開始。